# اندیم
اندیم (به لاتین: Andem) یک منطقهٔ مسکونی در گابن است که در Moyen-Ogooué واقع شده‌است.